# Strandhögg
Le Strandhögg en vieux norrois était une forme de combat des Vikings, basé sur l'espionnage suivi d'un raid éclair, sorte de commando sur la côte.
Une de ses significations possible, mais non exhaustive est « coup de main sur le sable ou sur la plage ».
Le Strandhögg était à la base une technique de combat des Vikings norvégiens, mise en œuvre lorsque les populations rencontrées refusaient de les approvisionner. En effet, les Vikings norvégiens ne disposaient pas de troupes importantes contrairement aux Danois christianisés, ils privilégiaient donc l’espionnage, la diversion par les incendies et l’effet de surprise des commandos. 
Les exagérations du clergé chrétien pour diaboliser les Vikings, servaient en fait d’armes de dissuasion pour ces derniers. Eux-mêmes favorisaient volontiers ces histoires abominables sur leurs comptes pour effrayer leurs victimes qui souvent préféraient la fuite plutôt que de faire face à une telle peur. Le but étant de s’approvisionner, de s’enrichir, de résister à la christianisation avec un minimum de combats et de pertes.
Les Vikings disposaient depuis fort longtemps de réseaux d’espionnage très développés, grâce à leurs nombreux comptoirs commerciaux (vicus en latin), qui les renseignaient sur les us et coutumes, dates des fêtes religieuses, compréhension du langage, les lieux à piller et les personnalités à enlever et à rançonner. Il arriva que des Vikings accomplissent ces raids éclairs contre leurs propres compatriotes Scandinaves. Harald Ier, dit Harald aux Beaux Cheveux, interdit le Strandhögg sur le territoire norvégien. 
L'utilisation du Strandhögg par les peuples germaniques remonte probablement à l'époque où ils ont perfectionné l'art de construire leurs navires, mais l'expansion de l'utilisation est venue en réponse aux campagnes de Charlemagne contre les nobles Saxons et les Rois de Norvège (qui se terminèrent avec la destruction d'Irminsul).
Cette stratégie de combat existe depuis que les guerres existent et les Vikings en ont fait une spécialité. Le Strandhögg fut repris par de nombreux corps d’élite militaire, notamment par les descendants des Vikings Norvégiens lors de la Bataille de l'eau lourde et par les réseaux de résistants. Le Strandhögg a aussi influencé fortement les techniques de guerre de la Wehrmacht tel le Blitzkrieg inventé par Heinz Guderian au tout début de la Deuxième Guerre mondiale et qui fut plus tard la tactique de référence pour toutes les armées. Cependant il ne faut pas oublier que le Strandhögg faisait partie intégrante du quotidien des Scandinaves, de leur mode de vie, comparativement à l'utilisation exclusivement militaire du Blitzkrieg et de ses autres dérivés.